# Hieracium acrophylloides
Hieracium acrophylloides es una especie de planta con flor del género Hieracium, de la familia Asteraceae, orden Asterales.

## Distribución
Hieracium acrophylloides se distribuye por Noruega y Suecia.

## Taxonomía
Fue descrita científicamente por Dahlst. apud Adlerz. Fue publicada en Bot. Not. 1903: 159 (1903).